# Fontihoyuelo
Fontihoyuelo es un municipio y localidad de la comarca de Tierra de Campos, en el norte de la provincia de Valladolid a 78 km de su capital, en la comunidad autónoma española de Castilla y León.
Es atravesado por el Camino de Santiago de Madrid.

## Topónimo
Proviene del término Fonte Foyolo que significaría en antiguo leonés fuente en el hoyo, por lo que se trataría de una mezcla de hidrotopónimo y ortotopónimo que harían referencia a una descripción física, puesto que el pueblo se localiza en una hondonada y posee varias fuentes naturales.
A lo largo de la historia el término fue evolucionando, encontándonos en escritos de distintas épocas con Fuent - Fuyuelo, Ontiyuelo, Ontioyuelo, Ontigüelo, Fonte Ôyuelo, Fontefoyuelo, Fuentehoyuelo, Fuentihoyuelo, Fontihoyuelos hasta llegar en el siglo XIX al actual Fontihoyuelo. En algunos textos aparece seguido por de Campos haciendo referencia a la comarca.
En el título Marqués de Fuentehoyuelo se conserva una forma arcaica del topónimo.
Es muy probable que tengan su origen en este topónimo los apellidos Hontiyuelo y Ontiyuelo.

## Historia

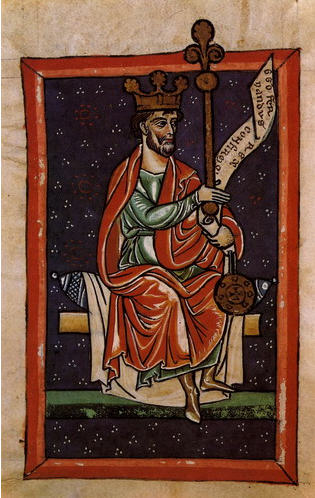
Fernando I de León, según una miniatura medieval de la catedral de León, quién cedió Fontihoyuelo a los condes de Grajal en el.

Su origen data como mínimo del siglo XI, momento en el que se encuentran las primeras referencias sobre el pueblo en códices del Archivo de la Catedral de León, tales como que en la primera mitad del siglo XI fueron donados los lugares de Fontihoyuelo y Gordaliza de la Loma por el rey Fernando I de León a los hermanos Gutier y Munio Alfonso, Condes de Grajal. Munio se casa en segundas nupcias con la condesa Mumadonna, cediéndole la cuarta parte de la villa de Fontihoyuelo, pero ella en 1066 la dona a la diócesis de León junto con la villa de Penilla.
Durante la Edad Media formó parte de la merindad de Carrión y fue lugar solariego de la familia Cabeza de Vaca. En el Becerro de las Behetrías de Castilla, códice medieval del siglo XIV que describe algunas localidades castellanas, se encuentra lo siguiente:

Fuent - Fuyuelo.

En el obispado de Leon. Este lugar es solariego de Ruy Diaz Cabeza de baca e de Doña Teresa muger que fue de Joan Rodriguez de Cisneros e del Maestre de Santiago e de Pedro Fernandez Cabeza de baca e del Abad de Sant Hagund e de Johan Fernandez Cabeza de baca; e que á ý Ruiz Diaz ocho vasallos e Doña Teresa tres vasallos e del Maestre de Santiago nueve pecheros e Pedro Fernandez tres pecheros e del Abad uno e Johan Fernandez tres vasallos. Derechos del Rey. Pagan al Rey serviçios e monedas e non pagan fonsadera nin yantar porque nunca lo pagaron. Derechos del señor. Dan cada año por el San Martin cada uno por infurçion a su señor quince dineros. Dan al Meryno del Rey cada año de entrada VI maravedis.
Becerro de las Behetrías de Castilla

Otro manuscrito en el que encontramos una descripción del pueblo, en este caso mucho más completa, es en el Catastro de Ensenada del siglo XVIII, en la que se encuentra información de la época sobre los habitantes, geografía, impuestos, tierras, propiedades y rentas entre otras cosas.
En 1847 Pascual Madoz publicó su Diccionario Geográfico y en el tomo VIII describe este pueblo de la siguiente manera:

Fontihoyuelo:

Villa con ayuntamiento en la provincia, audiencia territorial y capitanía general de Valladolid, partido judicial de Villalón, diócesis de León: SITUADO en un hondo, le combaten principalmente los vientos del norte y goza de CLIMA sano: tiene 70 CASAS; la consistorial en la que hay una buena y espaciosa sala con balcón en la fachada meridional; escuela de instrucción primaria, frecuentada por 32 alumnos de ambos sexos, a cargo de un maestro dotado con 1100 rs.; una hermosa y abundante fuente de buenas aguas, que surte al vecindario para beber y demás usos domésticos; un oratorio en una casa particular, y una iglesia parroquial de entrada (San Salvador), servida por un cura de presentación de los vecinos, 2 beneficiarios con el cargo de ad curam animarum y un capellán sin obligación de residir; el cementerio se encuentra al sur en un punto elevado que ocupó una iglesia demolida en 1842 por su estado ruinoso: Confina el TÉRMINO norte Villacarralón y Santhervás, este Bohadilla de Rioseco; sur Villalón, y oeste Villanueva; dentro de él se encuentran varios manantiales: El TERRENO participa de quebrado y llano, comprende un prado que se riega con los arroyuelos que se desprenden de los indicados manantiales. CAMINOS: los de pueblo a pueblo en mediano estado. CORREO: se recibe y despacha en Villalón. PRODUCCIÓN: trigo, cebada, y uva, se cría ganado lanar y mular. INDUSTRIA: la agrícola y recriación de muletas: dedícanse también algunos vecinos a hacer quesos. COMERCIO: exportación del sobrante de cerales para Villalón y Santander, y de ganados, lana y quesos para diferentes puntos; importándose en cambio los artículos de consumo que faltan. POBLACIÓN: 44 vecinos, 131 almas. CAPACIDAD PRODUCTIVA: 558 043 rs. IMPUESTOS: 57 429 rs. CONTRIBUCIÓN: 9113 rs. 27 mrs. PRESUPUESTO MUNICIPAL: 1300 rs., se cubre por reparto entre los vecinos.
Diccionario geográfico-estadístico-histórico de España y sus posesiones de Ultramar

Al igual que toda su comarca, durante las décadas de 1960 y 1970 sufrió una fuerte emigración principalmente a Valladolid, País Vasco y Madrid.

### Señores y Marqueses de Fontihoyuelo
En el tomo VI de los Anales de la Real Academia Matritense de Heráldica y Genealogía se hace una descripción muy detallada del linaje de los señores y marqueses de Fontihoyuelo, a continuación se presenta un resumen:
- En algún momento entre 1037 y 1042 el monarca Fernando I de León cede a los hermanos Gutier y Munio Alfonso, condes de Grajal, varias villas entre las que se encuentra Fontihoyuelo. Los descendientes de Munio Alfonso fueron heredando a lo largo de las distintas generaciones sus posesiones, siendo uno de sus descendientes Fernán Ruiz, que nace en torno al año 1200 y es el primero del linaje en llevar el apellido Cabeza de Vaca (familia que tuvo ramas que alcanzaron gran notoriedad). Se supone que sus sucesores ostentaron el título de Señor de Fontihoyuelo, pero hasta el siglo XIV no se encuentran evidencias de un Señor de Fontihoyuelo reconocido como tal, siendo este Juan Fernández Cabeza de Vaca, que a su vez es bisabuelo de Ruy Fernández (o Díaz) Cabeza de Vaca quien ostenta el título cuando se escribe el Becerro de las Behetrías de Castilla.
- El señorío continuó pasándose de padres a hijos y en 1693 el heredero Francisco Cabeza de Vaca Quiñones y Guzmán fue nombrado primer Marqués de Fontihoyuelo. Su tataranieto, el IV marqués de Fontihoyuelo Pedro Fernández de Villarroel recibió el título de Grande de España. La hija de este último (quinta Marquesa) murió sin descendencia, pasando sus honores a su sobrino nieto. A partir de este momento el título de marqués de Fontihoyuelo cae en desuso.
- En 1922 el título fue rehabilitado recallendo en Jaime de Silva y Mitjans (XXVIII Duque de Lécera), siendo su nieta Ana María de Silva y Mora la actual XI Marquesa de Fontihoyuelo.

Hay que tener en cuenta que tanto los señores como los marqueses de Fontihoyuelo ostentaron paralelamente más títulos, esto hace que la relación que tuvieron con la villa a lo largo de las generaciones fuera de distinto grado, desde residir en ella (incluido algún marqués) hasta no pisarla en la vida. La mayoría vivieron por la zona hasta la segunda mitad del siglo XVII, a partir de ese momento se trasladaron a ciudades como León, Valladolid o Madrid para no volver más.
El nombre oficial del título es marqués de Fuentehoyuelo, conservando uno de los topónimos arcaicos.
En León existe la calle Marqués de Fontihoyuelo, debido a que Francisco Cabeza de Vaca Quiñones y Guzmán fue archivero de la ciudad y elaboró un importante inventario.

### Venerable orden tercera de N. S. P. San Francisco de la villa de Fontihoyuelo
Fray Atanasio López, historiador franciscano, escribe en 1904 en El eco franciscano el artículo Memoria histórica de la Venerable Orden Tercera de N. S. P. San Francisco de la Villa de Fontihoyuelo, en el que relata la historia de la orden, diciendo en líneas generales lo siguiente:
- En 1745 los misioneros franciscanos José de San Antonio y Nicolás Pérez del Colegio-Seminario de Sahagún crearon una orden tercera franciscana en Fontihoyuelo. Tuvo esta una existencia difícil entre otras cosas porque no se le concedió una iglesia para los ejercicios, lo que la llevó a estar a punto de desaparecer. En 1783 los hermanos Francisco Mamblona y Joaquín Zamora del mismo colegio-seminario optaron por refundarla creando nuevos estatutos y haciéndola dependiente del Convento de Santa María de Jesús de Villalón. El obispo de León nombró a la iglesia de San Salvador como su sede. El párroco de la iglesia, Alonso Conde, fue designado como ministro de la orden y Antonio Rojo como Discreto. Hubo problemas con la sede central de los franciscanos en Santiago de Compostela, por errores en el protocolo de fundación de la orden, pero se acabó llegando a un entendimiento y se aprobaron los estatutos. Se supone que no debió de durar muchos años porque en 1841 el libro donde se registraba todo lo relativo a la orden comenzó a usarse para la inscripción de partidas de bautismos, y se dejó constancia de que así se hacía porque dicha orden (a la que llaman cofradía de penitentes) ya no existía.
- En 1899 los frailes Manuel Torres y Cándido Abellás del Convento de Castroverde de Campos comienzan una misión en Fontihoyuelo, Villacarralón, Villanueva de la Condesa, Bustillo de Chaves y Gordaliza de la Loma. Esto es aprovechado para refundar en 1901 la orden, haciéndola esta vez dependiente del convento de Castroverde y estableciendo de nuevo la sede en la iglesia de San Salvador. Todos los párrocos de los mencionados pueblos ingresan en la orden, siendo el de Fontihoyuelo, Juan Pérez, nombrado Visitador. Esta nueva orden duró solamente unos años.

## Geografía
Se localiza en la comarca de Tierra de Campos, en el norte de la provincia de Valladolid, en la comunidad autónoma de Castilla y León.
El término municipal limita al norte con el de Villacarralón, al este con el de Boadilla de Rioseco (Palencia), al sur con el de Villalón de Campos y al oeste con los de Villanueva de la Condesa y Vega de Ruiponce.
Siguiendo desde el pueblo las principales direcciones en línea recta, aparecen los siguientes pueblos:
| Noroeste: Santervás de Campos                      | Norte: Villacarralón    | Noreste: Villacidaler (Palencia)     |
| Oeste: Vega de Ruiponce y Villanueva de la condesa |                         | Este: Boadilla de Rioseco (Palencia) |
| Suroeste Bustillo de Chaves                        | Sur: Villalón de Campos | Sureste: Herrín de Campos            |

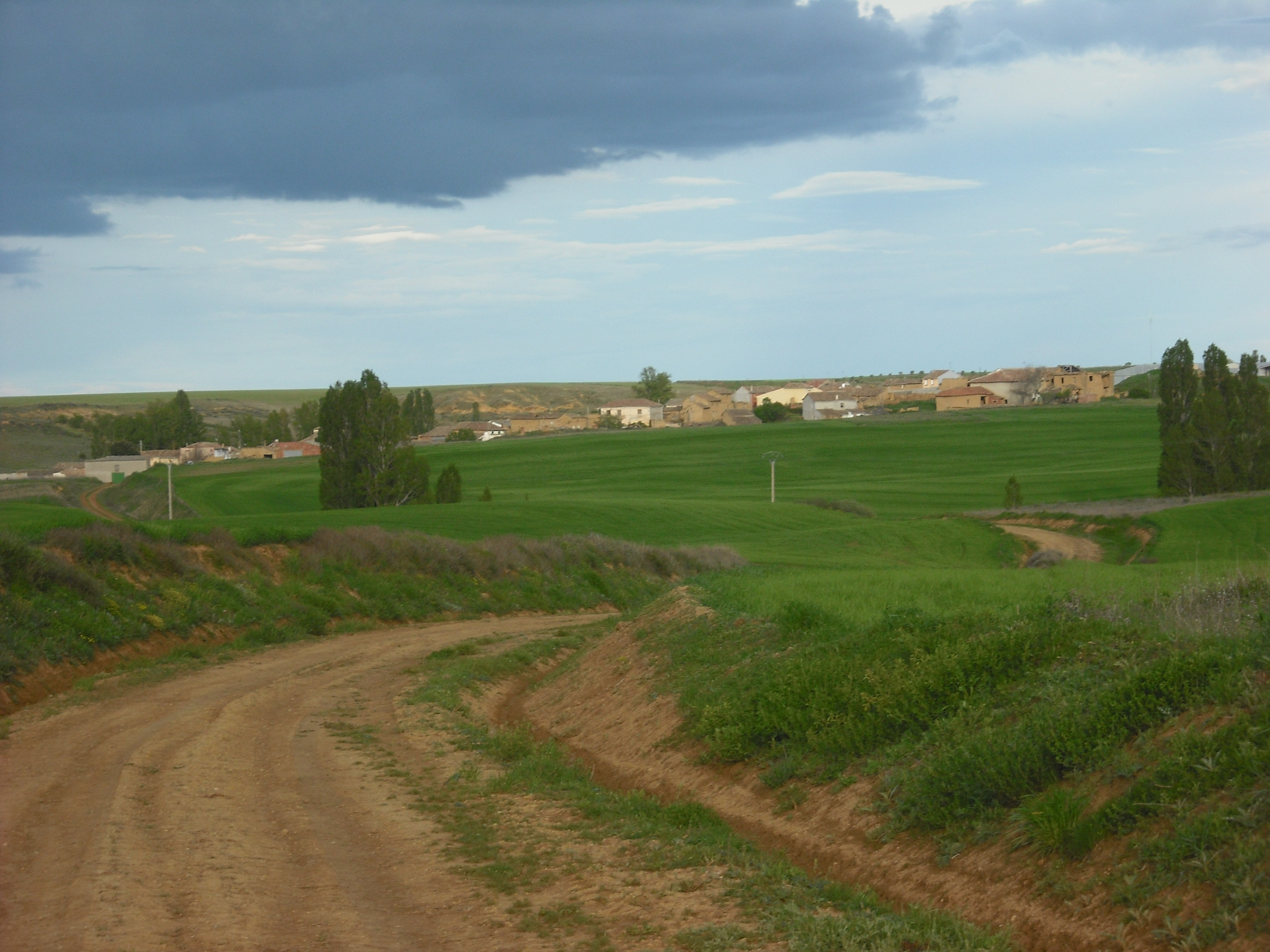
Vista de Fontihoyuelo en el que se aprecia un paisaje típico primaveral de Tierra de Campos.

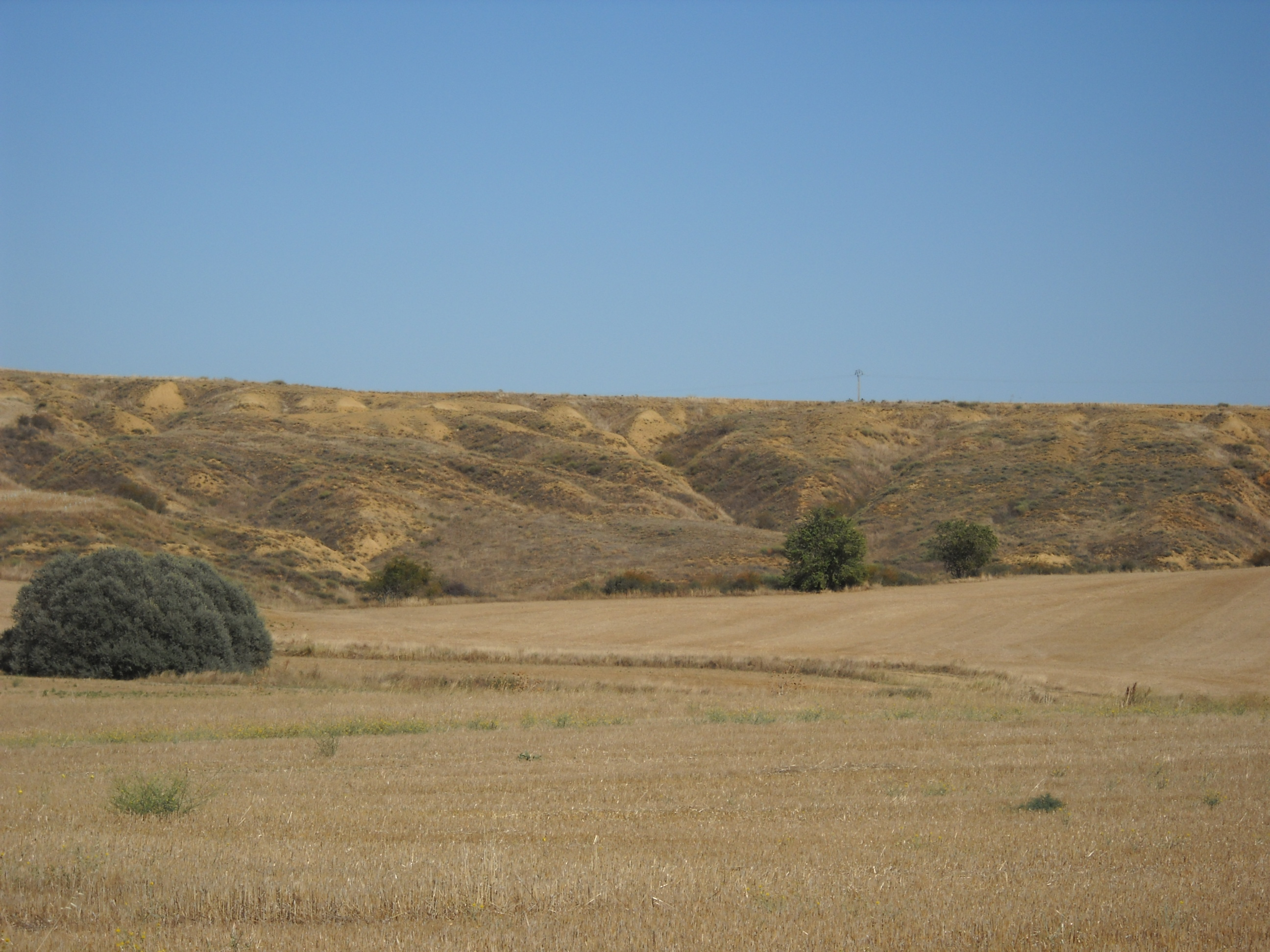
Tierras de labranza con cárcavas al fondo.

El municipio está enclavado en plena Meseta Norte, con un paisaje tierracampino característico, constituido por amplias llanuras ligeramente onduladas destinadas al cultivo de cereales.
El pueblo se localiza en una especie de hondonada, estando rodeado por desniveles ascententes excepto en su lado noroeste por donde se comunica con una zona igual de deprimida por la que discurre el arroyo Hondo en su camino hacia el río Valderaduey. Dichos desniveles constituyen pequeñas cuesta en los lados oeste y sur, mientras que por el norte y el este son un poco más abruptos formando pequeños barrancos, en los que la erosión debida al escurrimiento del agua de la lluvia forma cárcavas.
En su término municipal nace el río Navajos, también conocido como arroyo Bustillo o Ahogaborricos. Concretamente nace en la zona más elevada del municipio (en su suroeste), en el límite con el término de Villanueva de la Condesa, donde se localiza el vértice geodésico Navajos (841´4 m s. n. m.), a escasos metros de un depósito de agua que abastece a varios pueblos de la zona. Nacen también varias regueras en distintos puntos del municipio, a grandes rasgos se puede decir que las localizadas en el oeste desaguan en el río Valderaduey, las del este en el Sequillo y las del sur en el Navajos.
Existen en el término municipal varios manantiales, algunos de ellos abastecen a los hogares y a la fuente de agua potable y forman una pequeña laguna permanente y varias estacionales.
El término municipal está integrado dentro de la Zona de especial protección para las aves denominada La Nava - Campos Norte perteneciente a la Red Natura 2000.
La inmensa mayoría de las tierras del municipio se destinan al cultivo de cereales, con la excepción de algunos majuelos. La masa arbórea prácticamente se restringe a las riberas de algunas de las regueras del municipio, destacando una estrecha franja que discurre por el este y sureste del núcleo urbano, y a cuyas zonas norte y sur se les denomina alameda y huerta Lipe respectivamente.

## Geografía humana

### Demografía
Cuenta con una población de 31 habitantes (INE 2024).
| Gráfica de evolución demográfica de Fontihoyuelo entre 1842 y 2021                                                                                                 |
| |
| Población de derecho según los censos de población del INE Población de hecho según los censos de población del INEEn este censo se denominaba Fontihoyuelos: 1842 |

Debido a la emigración se puede apreciar en el pueblo un descenso de la población paulatino desde el año 1900 que se intensifica notablemente en las décadas de los 60 y 70, llevándolo a convertirse en uno de los municipios menos poblados de la provincia. Entre 1910 y 2010, la población se diezma literalmente, pasando de 360 a 36 habitantes.
En las últimas décadas el número de personas que residen todo el año en el pueblo es menor que los habitantes censados, aunque durante el verano ocurre lo contrario debido a la llegada de veraneantes. Este patrón se puede aplicar, con muy pocas excepciones, al resto de pueblos de la comarca.

### Economía
Es un pueblo agrícola con 1630 hectáreas de terreno. También alberga una explotación de ganado ovino.
Para las compras y demás servicios como el sanitario, los habitantes se desplazan a la vecina localidad de Villalón de Campos.

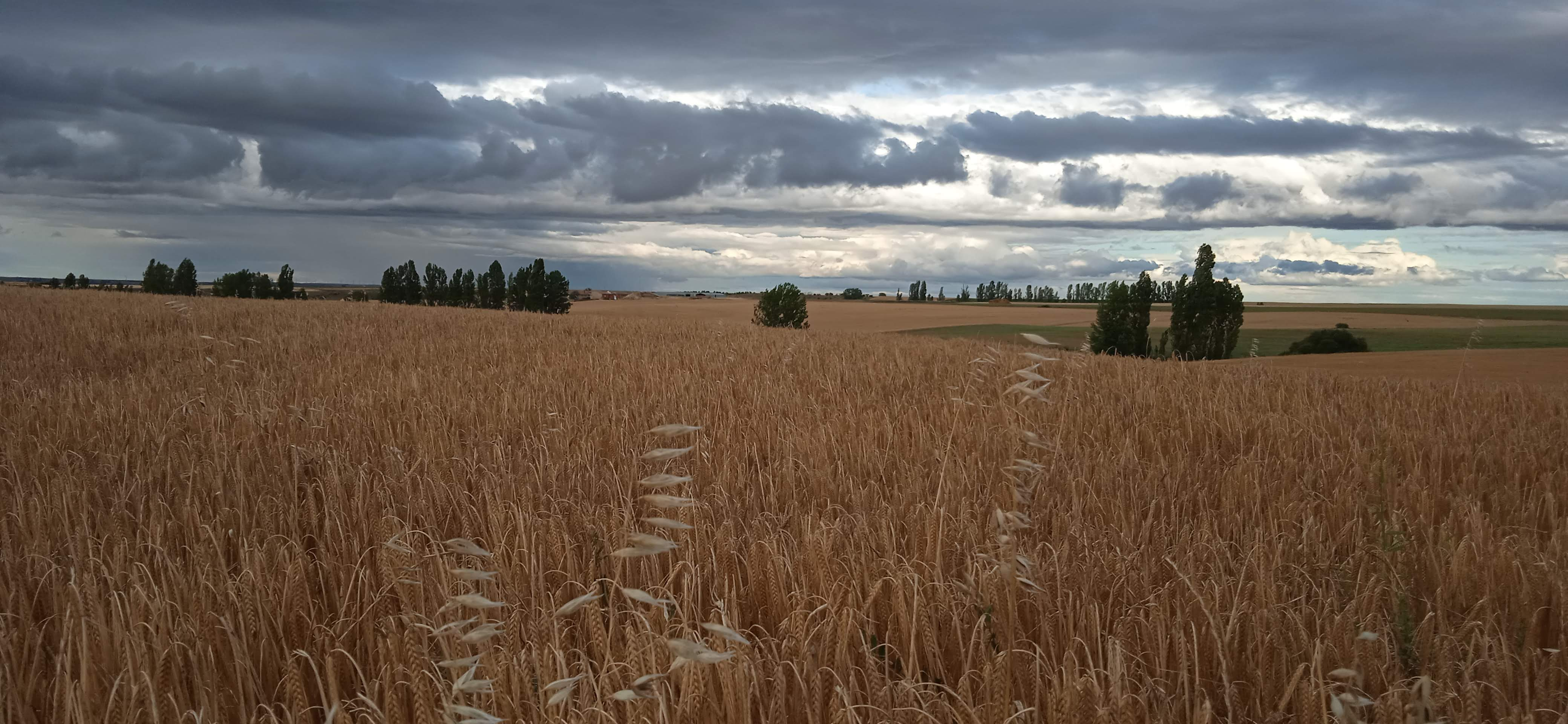
campos de cereal de Fontihoyuelo

## Administración y política

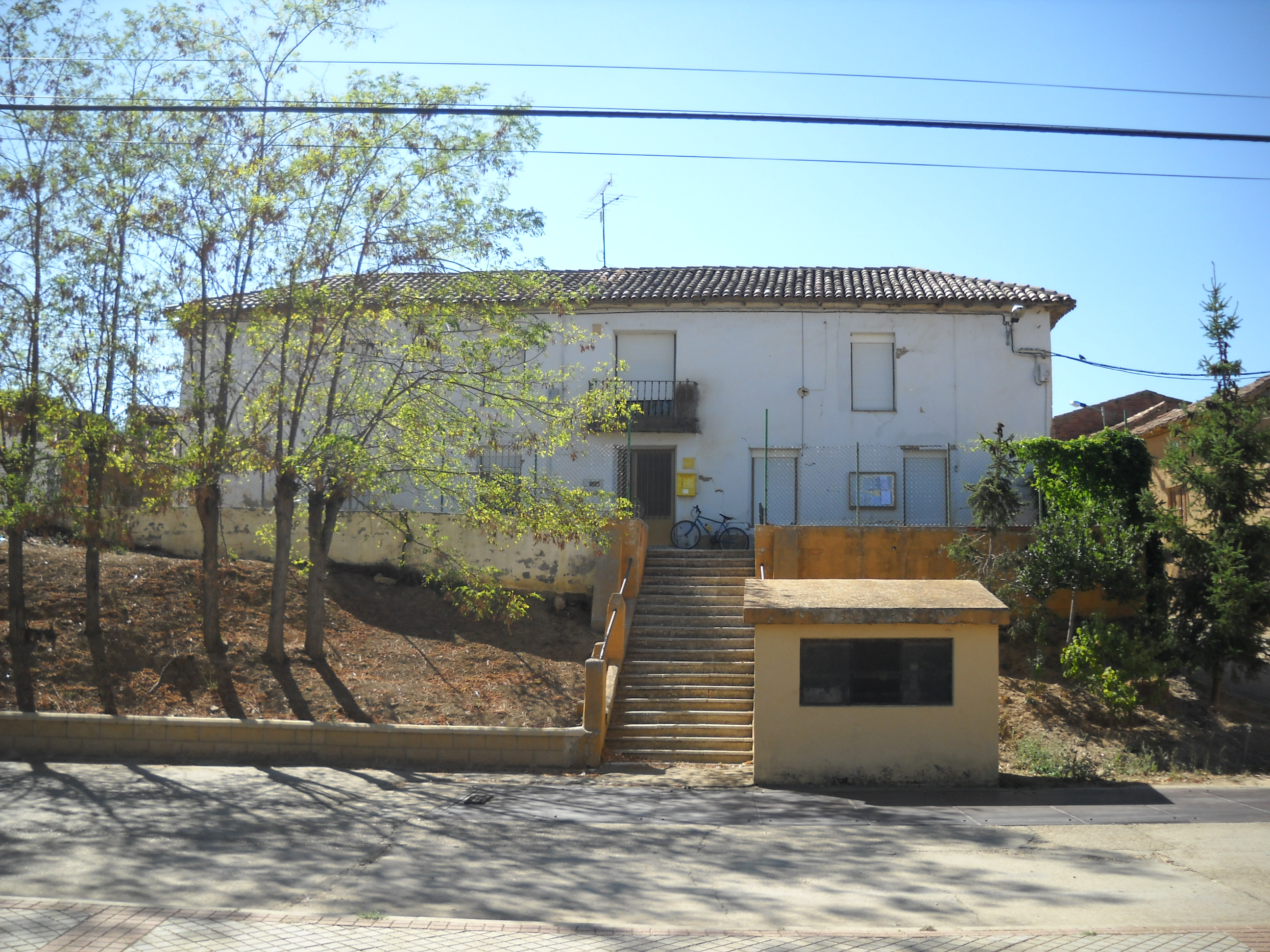
Ayuntamiento de Fontihoyuelo.

| Mandato   | Nombre del alcalde            | Partido político |
| --------- | ----------------------------- | ---------------- |
| 1979–1983 | Emilio Panero Mancebo         | CD               |
| 1983–1987 | Magdalena Sánchez Herrero     | AP               |
| 1987–1991 | Magdalena Sánchez Herrero     | AP               |
| 1991–1995 | Magdalena Sánchez Herrero     | PP               |
| 1995–1999 | Magdalena Sánchez Herrero     | PP               |
| 1999–2003 | Magdalena Sánchez Herrero     | PP               |
| 2003–2007 | Magdalena Sánchez Herrero     | PP               |
| 2007–2011 | José Felipe González González | PP               |
| 2011–2015 | Mariano Vaquerín Francos      | PSOE             |
| 2015–2019 | Jorge González González       | PP               |
| 2019-2023 | Jorge González González       | PP               |
| 2023-     | Jorge González González       | PP               |

## Monumentos y lugares de interés

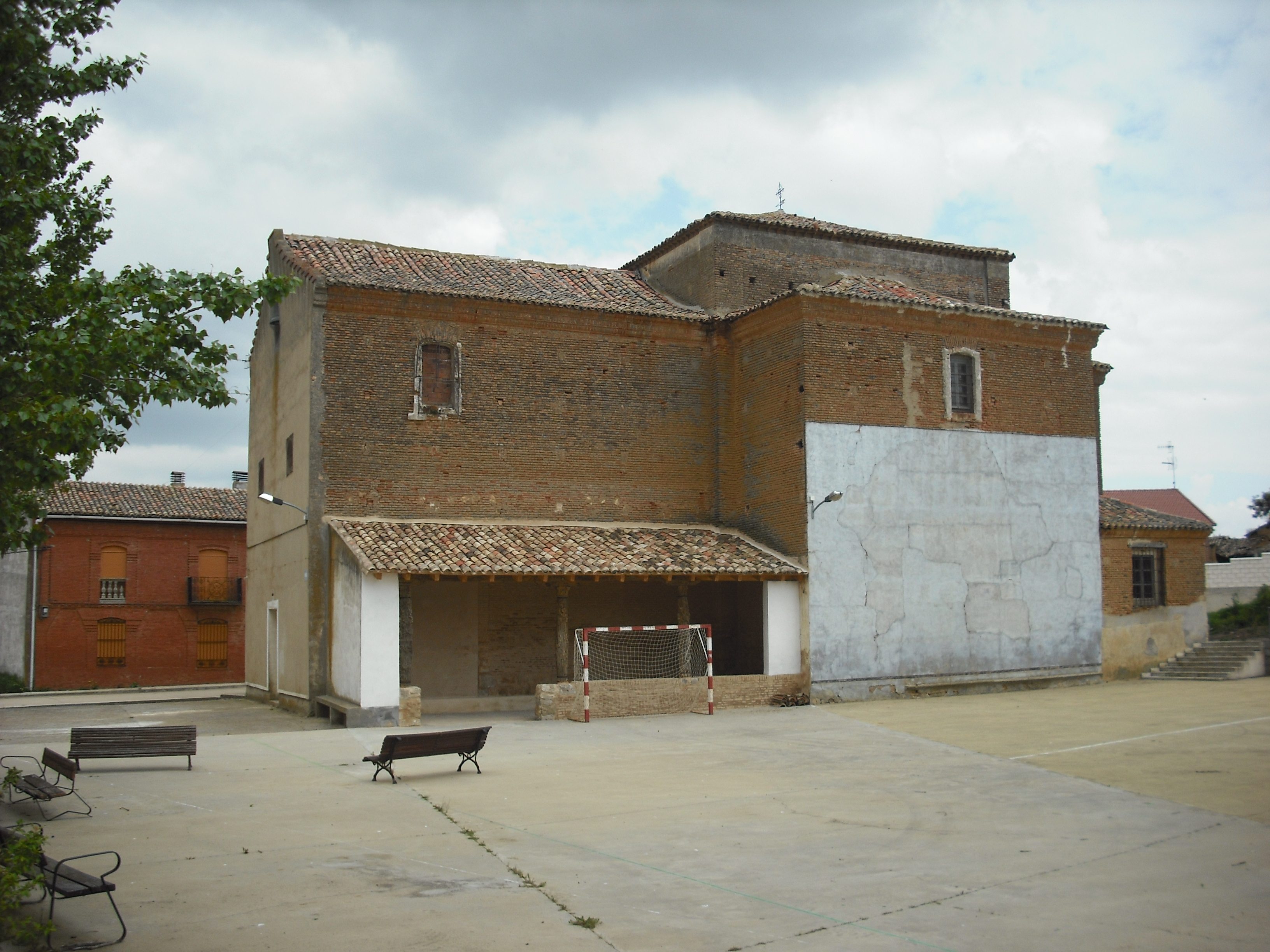
Iglesia del Salvador.

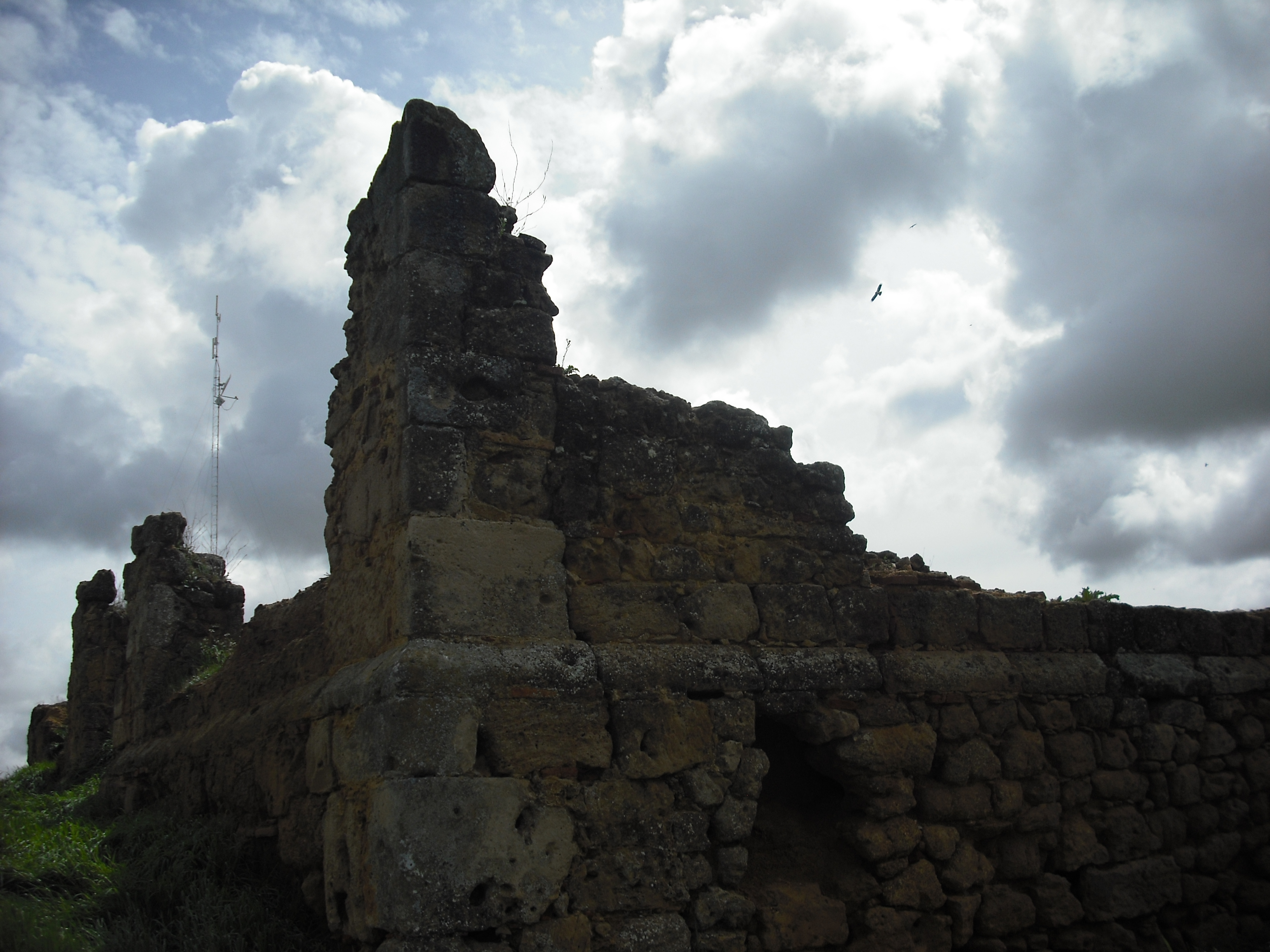
Ruinas de la antigua iglesia de San Juan.

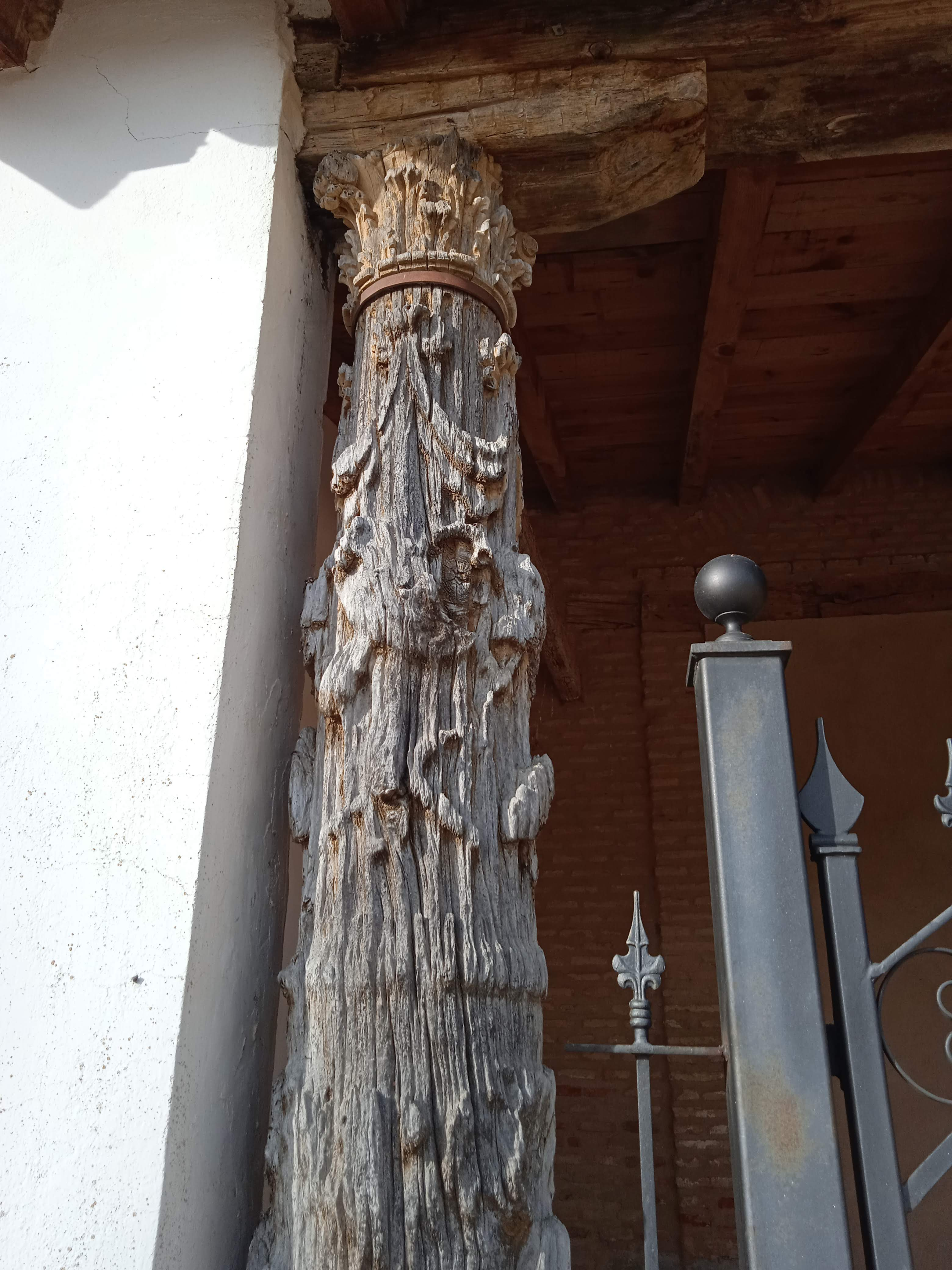
Columna de la iglesia del Salvador, en madera labrada.

- Iglesia del Salvador[14] (antiguamente de San Salvador). Es un templo barroco de una sola nave con planta en cruz latina construida en el siglo XVI bajo la supervisión del arquitecto Juan Ribero de Rada. En la segunda mitad del siglo XX se decidió derribar la fachada este debido a su mal estado y construirla unos metros más atrás, sin hacer ningún esfuerzo por armonizarla con el resto del edificio, empeorando en gran medida la estética del mismo. Destaca el pórtico lateral, con pilares de madera tallada con figuras de blasones y vieiras, por donde se realizaba, hasta la última reforma, el acceso cotidiano al templo.
- Fuente construida por la familia Cabeza de Vaca hace varios siglos y restaurada en 2010.
- La iglesia demolida que cita Pascual Madoz se corresponde con la antigua iglesia de San Juan. A comienzos del siglo XXI fue robado un arco apuntalado que quedaba como vestigio. En la actualidad, solo se encuentran los cimientos del recinto del templo. También hubo allí un cementerio hasta que se construyó uno más moderno a las afueras de pueblo, debido a esto al solar se le conoce hoy en día como el "cementerio viejo" y a la zona como "San Juan". El también citado "oratorio en una casa particular" aún existe en una de las viviendas.
- En algunos textos se hace referencia a que existió una ermita dedicada a Santa Marina.

También hay en el pueblo diversos ejemplos de la arquitectura popular de esta comarca. Destacando entre ellos varios palomares, tanto de planta redonda como cuadrada, además de múltiples bodegas y de diversas construcciones de adobe como viviendas, paneras y casetas.

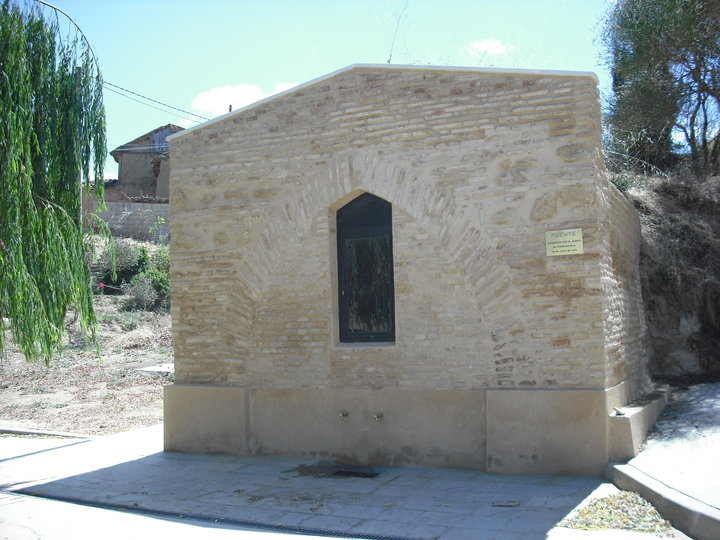
Fuente de Fontihoyuelo.
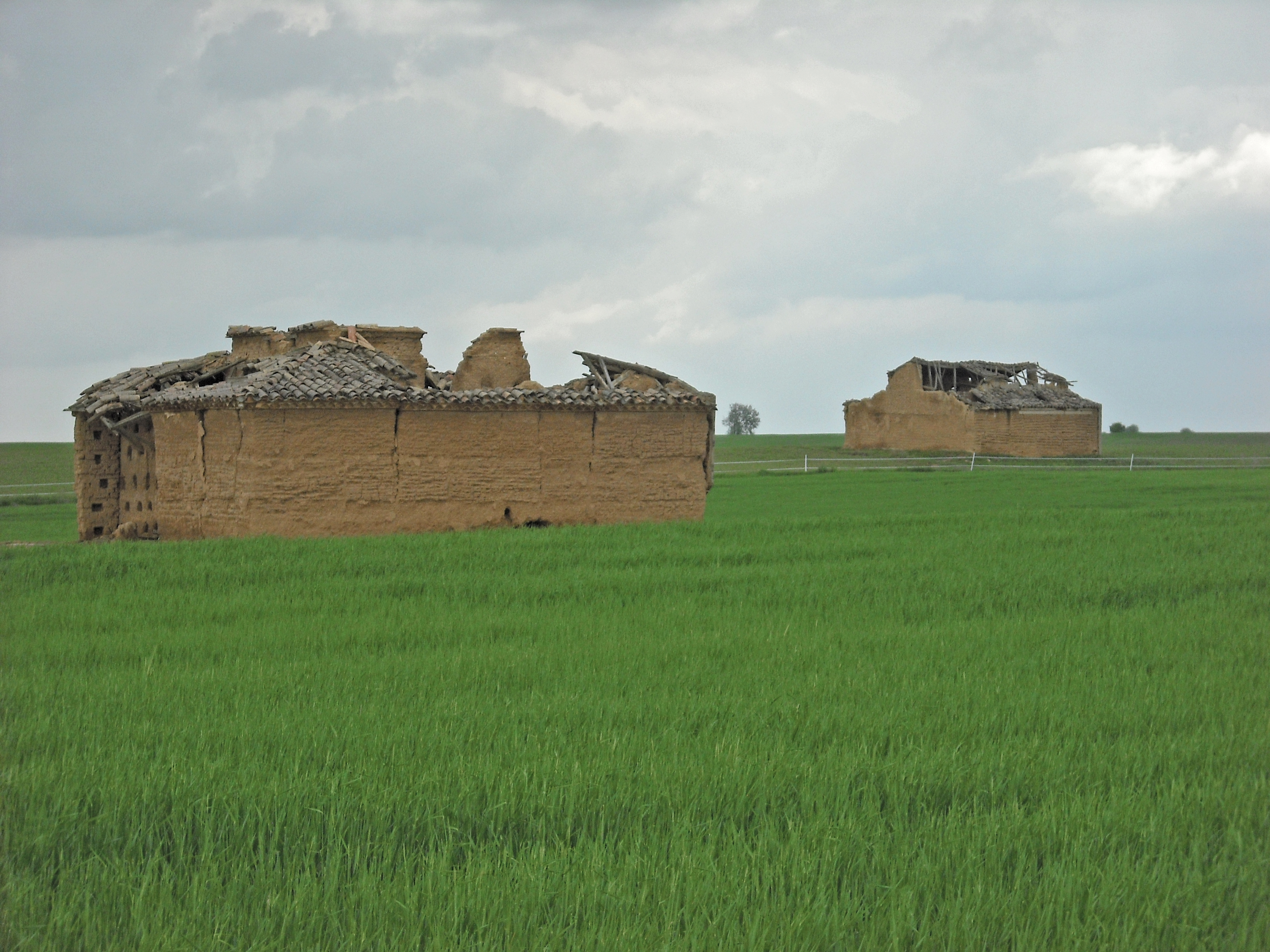
Palomares en ruinas.

## Cultura

### Fiestas
El 18 de julio se celebra la fiesta de Santa Marina, patrona del pueblo, con verbenas y la tradicional redondilla en torno a la iglesia.

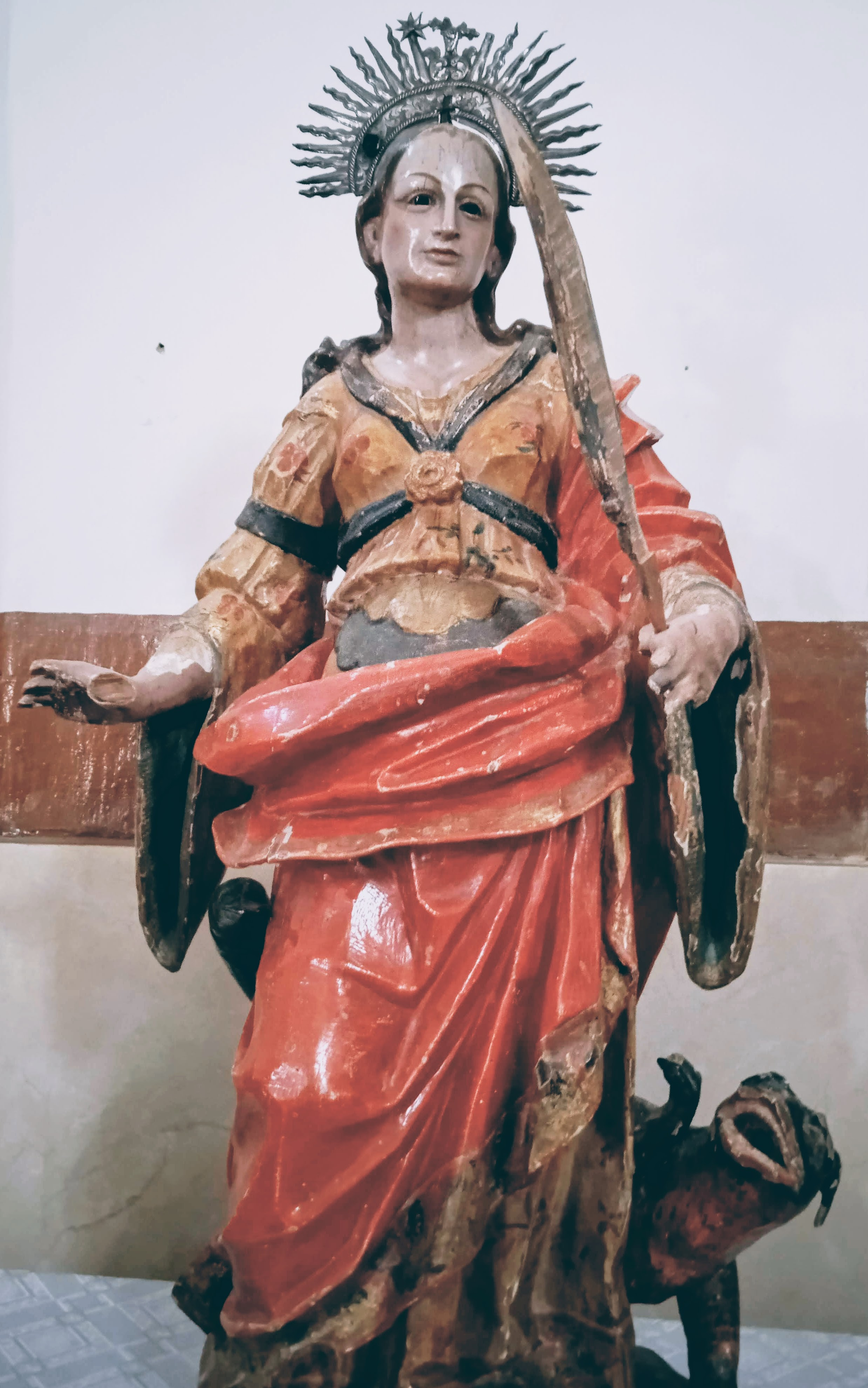
Virgen de Sta.Marina

El 16 de agosto se hace un voto de villa a San Roque por haber librado al pueblo de la peste en la Edad Media. Antaño además de la ceremonia religiosa también era un día festivo de descanso.
Antiguamente el 15 de mayo se celebraba el día de San Isidro, patrón de los labradores, realizando una procesión por los caminos del pueblo para bendecir los campos.
Hubo varias cofradías en este pueblo como la de Nuestra señora de la Paz, la de las Hijas de María (mujeres solteras), la de la Virgen del Carmen y la del Sagrado Corazón de Jesús.

## Personalidades
- Hermano Martín Panero Mancebo (1922-1999): Fraile marista miembro de la Academia Chilena de la Lengua, ensayista y estudioso de diversos autores de la literatura castellana.
- Theo Francos (1914-2012):[15] Combatiente republicano en la guerra civil española y posterior héroe de guerra del bando aliado durante la Segunda Guerra Mundial.